# Nowa synagoga w Annopolu
Nowa synagoga w Annopolu – powstała przypuszczalnie w XIX w. Została zniszczona przez Niemców podczas II wojny światowej. Po wojnie nie została odbudowana.
Był to murowany budynek, umiejscowiony przy obecnej ul. Świeciechowskiej. Synagoga posiadała babiniec. Aron ha-kodesz był bogato zdobiony, bima była oparta na czterech filarach